# Clube Náutico Capibaribe
Il Clube Náutico Capibaribe è un club sportivo fondato nel 1901, a Recife, capitale dello Stato del Pernambuco nel Brasile. Prima la principale attività sportiva del sodalizio era il canottaggio.

## Titoli
Nel calcio, sport nel quale è più attivo, il Náutico può vantare 24 titoli di campione statali, il primo nel 1934 e il più recente conquistato nel 2022. È tri-campione del Nord-Nordest (tra il 1963 e il 1965) e vicecampione della Taça Brasil (nel 1967, che gli permise di partecipare alla Coppa Libertadores - nel quale fu eliminato a causa di un errore della CONMEBOL, che non aveva autorizzato due sostituzioni per partita, regola già attuata dalla FIFA e già usata dalla CBD. L'allenatore del Náutico, per perdere tempo, sostituì un giocatore quando la squadra già aveva la vittoria garantita e questo causò la squalifica, con la perdita dei punti ottenuti nella partita). È l'unica squadra exacampione pernambucano, oltre ad aver conquistato, nel 2001, il titolo di campione nell'anno del centenario, l'unica nel suo Stato.

## Strutture sportive
Il Náutico è proprietario dello stadio Eládio de Barros Carvalho, più conosciuto come Aflitos, la cui capacità è di 30 000 spettatori seduti. È anche proprietario del centro sportivo CT Senator Wilson Campos, situato nel quartiere Guabiraba, 49 ettari dove vi sono 4 campi ufficiali, l'area amministrativa del club, spogliatoi, ecc. Ed è anche proprietario di un centro per canottaggio, situato nella Rua da Aurora, nel centro di Recife.

## Mascotte

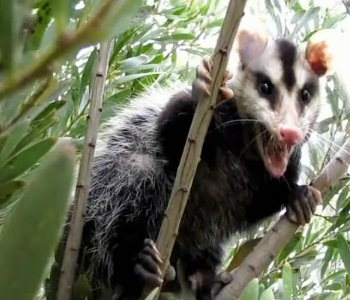
Il timbu (Didelphis albiventris), mascotte della squadra)

La mascotte della squadra è il timbu, nome locale dell'opossum Didelphis albiventris.
La scelta di tale animale è legata a una partita del 19 gennaio 1934. Alla fine del primo tempo, sull'1-1, i giocatori del Náutico erano fradici per la pioggia e un dirigente della squadra portò una bottiglia di una bevanda alcolica esortando i calciatori a berne un sorso per scaldarsi. La scena scatenò i tifosi avversari che, per deridere i giocatori del Náutico, si misero a gridare "timbu!" (nella cultura popolare si dice che l'animale abbia una passione per l'alcool). La partita si concluse con la vittoria per 3-1 del Náutico e i giocatori si presero la rivincita gridando ai tifosi "timbu 3 a 1!"

## Allenatori
Alcuni ex allenatori sono:
- Sidney Moraes

## Palmarès

### Competizioni nazionali
- Campeonato Brasileiro Série C: 1

2019

### Competizioni statali
- Campionato Pernambucano: 24

1934, 1939, 1945, 1950, 1951, 1952, 1954, 1960, 1963, 1964, 1965, 1966, 1967, 1968, 1974, 1984, 1985, 1989, 2001, 2002, 2004, 2018, 2021, 2022

### Altri piazzamenti
- Campionato brasiliano:

Secondo posto: 1967
- Campeonato Brasileiro Série B:

Secondo posto: 1988, 2011
Terzo posto: 1996, 1997, 2005, 2006
- Campeonato Brasileiro Série C:

Secondo posto: 2019
- Coppa del Brasile:

Semifinalista: 1990
- Copa do Nordeste:

Semifinalista: 2001, 2002, 2019, 2022

## Organico

### Rosa 2021
| N. |                     | Ruolo | Calciatore         |
| -- | ------------------- | ----- | ------------------ |
| 1  | Brasile (bandiera)  | P     | Jefferson          |
| 2  | Brasile (bandiera)  | D     | Hereda             |
| 3  | Brasile (bandiera)  | D     | Ronaldo Alves      |
| 7  | Brasile (bandiera)  | A     | Álvaro             |
| 8  | Bolivia (bandiera)  | C     | Antonio Bustamante |
| 9  | Brasile (bandiera)  | A     | Kieza              |
| 10 | Brasile (bandiera)  | C     | Jean Carlos        |
| 11 | Brasile (bandiera)  | A     | Matheus Carvalho   |
| 12 | Brasile (bandiera)  | P     | Anderson           |
| 15 | Brasile (bandiera)  | A     | Gustavo Maia       |
| 18 | Brasile (bandiera)  | C     | Jhonnatan          |
| 19 | Paraguay (bandiera) | A     | Guillermo Paiva    |
| 20 | Brasile (bandiera)  | C     | Lucas Paraíba      |
| 22 | Brasile (bandiera)  | D     | Williams Bahia     |
| 23 | Brasile (bandiera)  | A     | Jorge Henrique     |
| 25 | Brasile (bandiera)  | C     | Renan Foguinho     |
| 29 | Brasile (bandiera)  | C     | Djavan             |
| 30 | Brasile (bandiera)  | D     | Rafael Ribeiro     |
| 31 | Brasile (bandiera)  | D     | Bryan              |

| N. |                    | Ruolo | Calciatore       |
| -- | ------------------ | ----- | ---------------- |
| 32 | Brasile (bandiera) | P     | Renan            |
| 33 | Brasile (bandiera) | A     | Erick            |
| 39 | Brasile (bandiera) | C     | Matheus Trindade |
| 44 | Brasile (bandiera) | D     | Camutanga        |
| 48 | Brasile (bandiera) | D     | Carlão           |
| 50 | Brasile (bandiera) | D     | Yago Rocha       |
| 54 | Brasile (bandiera) | P     | Halls            |
| 62 | Brasile (bandiera) | D     | Kevyn            |
| 67 | Brasile (bandiera) | A     | Dudu             |
| 70 | Brasile (bandiera) | A     | Vinícius         |
| 80 | Brasile (bandiera) | C     | Wanderson        |
| 89 | Brasile (bandiera) | C     | Ruy              |
| 94 | Brasile (bandiera) | C     | Marcos Vinícius  |
| 96 | Brasile (bandiera) | D     | Igor Miranda     |
| 97 | Brasile (bandiera) | C     | Dadá Belmonte    |
| 98 | Brasile (bandiera) | C     | Rhaldney         |
|    | Brasile (bandiera) | A     | Bruno Mezenga    |
|    | Brasile (bandiera) | D     | Ailton           |
|    | Brasile (bandiera) | A     | Magno            |

### Rosa 2016
| N. |                    | Ruolo | Calciatore       |
| -- | ------------------ | ----- | ---------------- |
| 1  | Brasile (bandiera) | P     | Júlio César      |
| 2  | Brasile (bandiera) | D     | Joazi            |
| 3  | Brasile (bandiera) | D     | Ronaldo Alves    |
| 4  | Brasile (bandiera) | D     | Léo Pereira      |
| 5  | Brasile (bandiera) | C     | Ygor             |
| 6  | Brasile (bandiera) | D     | Mateus Muller    |
| 7  | Brasile (bandiera) | A     | Rony             |
| 8  | Brasile (bandiera) | C     | Rodrigo Souza    |
| 10 | Brasile (bandiera) | C     | Hugo             |
| 11 | Brasile (bandiera) | A     | Bergson          |
| 12 | Brasile (bandiera) | P     | Rodolpho         |
| 13 | Brasile (bandiera) | C     | João Ananias     |
| 16 | Brasile (bandiera) | D     | Igor Rabello     |
| 17 | Brasile (bandiera) | C     | Niel             |
| 18 | Brasile (bandiera) | C     | Maylson          |
| 19 | Uruguay (bandiera) | D     | Gastón Filgueira |
| 20 | Brasile (bandiera) | C     | Esquerdinha      |
| 21 | Brasile (bandiera) | A     | Matheus          |
| 22 | Brasile (bandiera) | D     | Walber           |
| 23 | Brasile (bandiera) | C     | Renan Oliveira   |

| N. |                    | Ruolo | Calciatore       |
| -- | ------------------ | ----- | ---------------- |
| 30 | Brasile (bandiera) | D     | Rafael Ribeiro   |
| 31 | Brasile (bandiera) | P     | Bruno            |
| 33 | Brasile (bandiera) | D     | Rafael Pereira   |
| 37 | Brasile (bandiera) | A     | Taiberson        |
| 38 | Brasile (bandiera) | D     | Eduardo          |
| 49 | Brasile (bandiera) | C     | Eurico           |
| 50 | Brasile (bandiera) | A     | Rafael Silva     |
| 55 | Brasile (bandiera) | C     | Hélder           |
| 66 | Brasile (bandiera) | A     | Odilávio         |
| 69 | Brasile (bandiera) | A     | Jefferson Nem    |
| 71 | Brasile (bandiera) | D     | Henrique         |
| 74 | Brasile (bandiera) | C     | Caique Valdivia  |
| 77 | Brasile (bandiera) | D     | Fabiano Eller    |
| 88 | Brasile (bandiera) | A     | Rafael Coelho    |
| 92 | Brasile (bandiera) | C     | Gustavo Henrique |
| 96 | Brasile (bandiera) | C     | Cal Rodrigues    |
| 99 | Brasile (bandiera) | A     | Tiago Adan       |
|    | Brasile (bandiera) | D     | Feliphe          |
|    | Brasile (bandiera) | A     | João Paulo       |

### Rosa 2013
| N. |                      | Ruolo | Calciatore      |
| -- | -------------------- | ----- | --------------- |
| 1  | Brasile (bandiera)   | P     | Ricardo Berna   |
| 2  | Brasile (bandiera)   | D     | Auremir         |
| 3  | Brasile (bandiera)   | D     | Jean Rolt       |
| 4  | Brasile (bandiera)   | D     | William Alves   |
| 5  | Brasile (bandiera)   | C     | Elicarlos       |
| 6  | Brasile (bandiera)   | D     | Eltinho         |
| 7  | Brasile (bandiera)   | C     | Martinez        |
| 8  | Brasile (bandiera)   | C     | Derley          |
| 9  | Brasile (bandiera)   | A     | Rogério         |
| 10 | Brasile (bandiera)   | C     | Tiago Real      |
| 11 | Brasile (bandiera)   | A     | Maikon Leite    |
| 12 | Brasile (bandiera)   | P     | Gideão          |
| 13 | Brasile (bandiera)   | C     | Dadá            |
| 14 | Brasile (bandiera)   | C     | Rodrigo Souto   |
| 15 | Venezuela (bandiera) | C     | Angelo Peña     |
| 16 | Brasile (bandiera)   | C     | Marcos Vinícius |

| N. |                      | Ruolo | Calciatore          |
| -- | -------------------- | ----- | ------------------- |
| 17 | Brasile (bandiera)   | C     | Magrão              |
| 18 | Brasile (bandiera)   | A     | Jones Carioca       |
| 19 | Uruguay (bandiera)   | A     | Juan Manuel Olivera |
| 20 | Brasile (bandiera)   | A     | Jonatas Belusso     |
| 21 | Brasile (bandiera)   | A     | Hugo                |
| 22 | Brasile (bandiera)   | D     | Oziel               |
| 23 | Brasile (bandiera)   | D     | Leandro Amaro       |
| 24 | Brasile (bandiera)   | P     | Felipe              |
| 25 | Brasile (bandiera)   | D     | Alison              |
| 26 | Brasile (bandiera)   | D     | Luiz Eduardo        |
| 27 | Brasile (bandiera)   | A     | João Paulo          |
| 29 | Argentina (bandiera) | C     | Diego Morales       |
| 30 | Brasile (bandiera)   | D     | João Filipe         |
|    | Brasile (bandiera)   | D     | Leandro Amaro       |
|    | Brasile (bandiera)   | D     | Luiz Alberto        |